# TJ Sokol Sezimovo Ústí
TJ Sokol Sezimovo Ústí je fotbalový klub z okresu Tábor, který působí v I. B třídě Jihočeského kraje. Historickým úspěchem klubu byly 4 sezóny odehrané v krajském přeboru (2017/2018, 2019 – 2022).

## Historie
Podle kroniky Sokola, kterou sepsal pan Bohumil Bárta byla Tělovýchovná jednota Sokol Sezimovo Ústí založena na ustavující schůzi v hostinci u Křivánků dne 29. prosince 1957 po několika předchozích jednáních s ČSTV a MNV. Dne 24. května 1959 byla slavnostně otevřená lávka přes řeku a nové hřiště. V tento den bylo na tomto hřišti sehráno první utkání, a to mezi JZD Pokrok a sportovními příznivci v Sezimově Ústí za rozhodování Františka Janovského. V létě tohoto roku bylo pod vedením Vojtěcha Bukvaje ustaveno družstvo dorostu TJ Sokol Sezimovo Ústí. Po několika přátelských utkáních, bylo toto družstvo přihlášeno do okresní mistrovské soutěže. Následně bylo, opět V. Bukvajem, založeno a přihlášeno družstvo žáků. Obě tyto družstva zahájila sezónu 1959/1960. V lednu 1960 bylo schváleno ustavení družstva mužů a po náboru hráčů, bylo na jaře sehráno několik přátelských utkání. Na podzim se mužstvo přihlásilo do soutěže a bylo zařazeno do IV. třídy okresního přeboru, vedoucím mužstva byl Josef Vršek a trenérem Vojtěch Bukvaj. V roce 1961 byl zamítnut návrh města sloučit fotbalové oddíly Sokol Sezimovo Ústí a Spartak Sezimovo Ústí v jeden. Poté i přes počáteční nesouhlas města bylo započato s úpravou hřiště, zejména s ustavením kabin, které byly nazývány „boudou“, a byly darem od MNV. V následujících letech družstvo mužů pokračovalo v okresní soutěži. Zato družstva dorostu a žáků byla nepravidelně rozpouštěna a znova zakládána v souvislosti s počtem hráčů v těchto oddílech. V roce 1972 z iniciativy trenéra mužů Karla Krysla prošlo hřiště dalšími úpravami, včetně zahájení výstavba zděných kabin, které byly dokončeny v říjnu roku 1973. Již několik let se družstvo mužů pohybovalo na špici okresního přeboru a snažilo se o postup. Na začátku sezóny 1974/1975 převzal trenérský post Antonín Pospíchal, aby hned v první sezóně dovedl družstvo mužů k vítězství v okresním přeboru a tím poprvé v historii místního fotbalu postoupit do krajské soutěže, I.B třídy. Hned po prvním podzimu v I.B třídě družstvo mužů přezimovalo na druhé příčce o bod za Spartakem Písek. Na konci této sezóny pak obsadili pěkné páté místo. Pro podzimní sezónu 1977 bylo ustanoveno "B" mužstvo mužů a bylo zařazeno do IV. třídy okresní soutěže. V sezóně 1977/1978 se podařilo pod vedením trenéra Jiřího Širokého postoupit do I. A třídy krajské soutěže.
V roce 2017 fotbalisté Sokola poprvé ve své historii postoupili do krajského přeboru, když v I. A třídě vybojovali 2. místo. Značnou zásluhu na postupu měl i hrající trenér Milan Barteska, bývalý prvoligový fotbalista Dynama, Jablonce, Plzně a Příbrami, který v Sokolu působil od jara 2016. V krajském přeboru Sokol obsadil 14. místo a sestoupil. V sezóně 2018/2019 fotbalisté Sokola pod vedením trenéra Matěje Pěkniceho suverénně vyhráli I. A třídu a již dvě kola před koncem slavili návrat mezi krajskou elitu. V následující sezóně se kvůli pandemii covidu-19 odehrála jen podzimní část a 1. kolo jarní části, Sokolu patřilo poslední místo, z nedohrané soutěže však nikdo nesestupoval. Obdobná situace byla i v následujícím ročníku krajského přeboru, kdy bylo odehráno jen 8 úplných kol. Ovšem covidová výluka sportovních aktivit negativně ovlivnila stabilitu kádru a vedení Sokola váhalo, zda tým v sezóně 2021/2022 do krajského přeboru vůbec přihlásit. Snaha kádr stabilizovat a doplnit se však nepodařila a v lednu 2022 se klub z rozehraného ročníku krajského přeboru kvůli kritickému nedostatku hráčů odhlásil. Klub poté sloučil A-tým s B-týmem (do té doby hrající v okresním přeboru) a přihlásil se do I. B třídy.

## Umístění v jednotlivých sezonách
| Česko (2006 – současnost) |                |           |
| Sezóna                    | Liga           | Pozice    |
| 2006/07                   | I. A třída     | 14. místo |
| 2007/08                   | I. B třída     | 1. místo  |
| 2008/09                   | I. A třída     | 12. místo |
| 2009/10                   | I. A třída     | 6. místo  |
| 2010/11                   | I. A třída     | 10. místo |
| 2011/12                   | I. A třída     | 9. místo  |
| 2012/13                   | I. A třída     | 12. místo |
| 2013/14                   | I. A třída     | 6. místo  |
| 2014/15                   | I. A třída     | 4. místo  |
| 2015/16                   | I. A třída     | 8. místo  |
| 2016/17                   | I. A třída     | 2. místo  |
| 2017/18                   | Krajský přebor | 14. místo |
| 2018/19                   | I. A třída     | 1. místo  |
| 2019/20                   | Krajský přebor | 16. místo |
| 2020/21                   | Krajský přebor | 14. místo |
| 2021/22                   | Krajský přebor | odstoupil |